# Preston North End Football Club 2015-2016
Questa voce raccoglie le informazioni riguardanti il Preston North End Football Club nelle competizioni ufficiali della stagione 2015-2016.

## Maglie e sponsor
Fornitore: Nike
Sponsor: Virgin Trains
| Casa | Trasferta |

## Rosa
| N. |                        | Ruolo | Calciatore        |
| -- | ---------------------- | ----- | ----------------- |
| 1  | Danimarca (bandiera)   | P     | Anders Lindegaard |
| 2  | Belgio (bandiera)      | D     | Marnick Vermijl   |
| 3  | Irlanda (bandiera)     | D     | Greg Cunningham   |
| 4  | Inghilterra (bandiera) | C     | Ben Pearson       |
| 5  | Inghilterra (bandiera) | D     | Tom Clarke        |
| 6  | Australia (bandiera)   | D     | Bailey Wright     |
| 7  | Giamaica (bandiera)    | C     | Chris Humphrey    |
| 8  | Australia (bandiera)   | C     | Neil Kilkenny     |
| 10 | Giamaica (bandiera)    | A     | Jermaine Beckford |
| 11 | Inghilterra (bandiera) | C     | Daniel Johnson    |
| 12 | Scozia (bandiera)      | C     | Paul Gallagher    |
| 13 | Irlanda (bandiera)     | A     | Eoin Doyle        |

| N. |                        | Ruolo | Calciatore      |
| -- | ---------------------- | ----- | --------------- |
| 14 | Inghilterra (bandiera) | A     | Joe Garner      |
| 15 | Inghilterra (bandiera) | D     | Calum Woods     |
| 16 | Irlanda (bandiera)     | C     | Alan Browne     |
| 19 | Inghilterra (bandiera) | C     | John Welsh      |
| 23 | Inghilterra (bandiera) | D     | Paul Huntington |
| 24 | Scozia (bandiera)      | A     | Stevie May      |
| 25 | Inghilterra (bandiera) | A     | Jordan Hugill   |
| 26 | Inghilterra (bandiera) | P     | Steven James    |
| 31 | Inghilterra (bandiera) | C     | Liam Grimshaw   |
| 32 | Inghilterra (bandiera) | C     | Adam Reach      |
| 37 | Inghilterra (bandiera) | A     | Callum Robinson |
| 43 | Inghilterra (bandiera) | P     | Chris Kirkland  |